# Лухтівка
Лухтівка — колишнє село, входило до складу Червонослобідської сільської ради, Буринський район, Сумська область.

## Короткі відомості
Лухтівка раніше мала назву Микільське (рос. Никольское), оскільки була осаджена у ХУІІ ст. українськими переселенцями на землях путивльської Микільської церкви.
Станом на 1886 рік входило до складу Червонослобідської волості. Поміщиками у Лухтівці були дворяни Масалітінови та Цибульські.
Село постраждало внаслідок геноциду українського народу, проведеного урядом СССР 1932—1933, встановлено смерті 6 людей.
Протягом 1967—1971 років приєднане до села Червона Слобода.
Поблизу Лухтівки розташована історична пам'ятка — Чаське городище.

## Географія
Розташовувалося на місці впадіння річки Чаші до озера, яке іменують Чаша і, також, Ослець.